# Clethra pringlei
Clethra pringlei là một loài thực vật có hoa trong họ Clethraceae. Loài này được S.Watson mô tả khoa học đầu tiên năm 1890.